# Preonzo

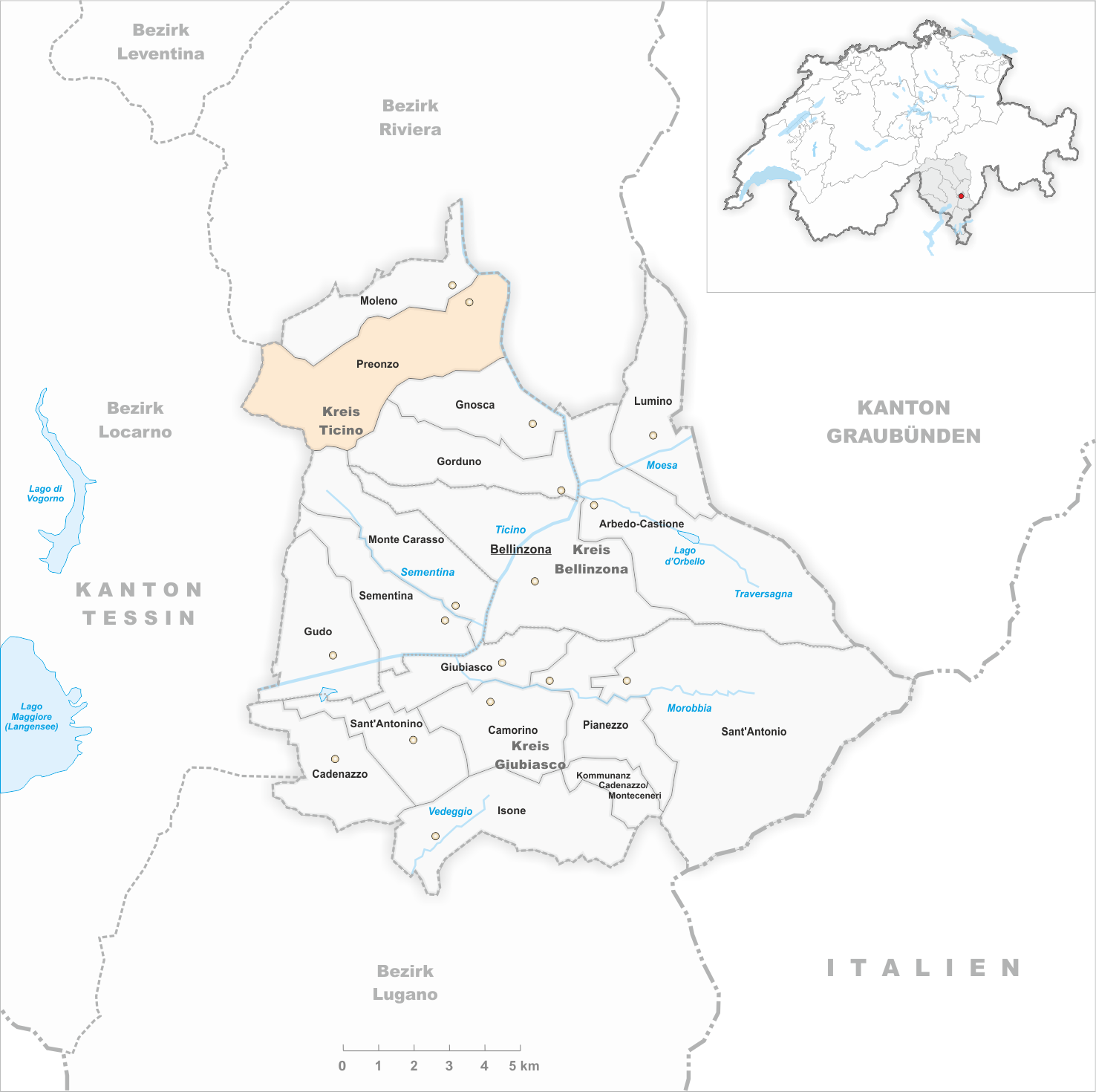
Gemeindestand vor der Fusion am 1. April 2017

Preonzo (lombardisch Prunz [prunts proːnts proːns]) ist ein Ortsteil der Gemeinde Bellinzona im Schweizer Kanton Tessin. Bis zum 1. April 2017 bildete er eine selbständige politische Gemeinde, die zum damaligen Kreis Ticino gehörte.

## Geographie
Das Dorf liegt auf 268 m ü. M. am Fuss der Cima dell’Uomo (2390 m ü. M.), am rechten Ufer des Flusses Tessin, 8 km nordwestlich des Stadtzentrums von Bellinzona.
Bergstürze sind in Preonzo seit dem 17. Jahrhundert dokumentiert. Wieder akut geworden ist die Bergsturzgefahr im Jahr 2002: Damals lösten sich 100'000 Kubikmeter Fels und Geröll. Am 15. Mai 2012 ereignete sich wieder ein Bergsturz am Valegion, dem Hausberg von Preonzo – diesmal mit 300'000  Kubikmetern Gesamtvolumen.

## Geschichte

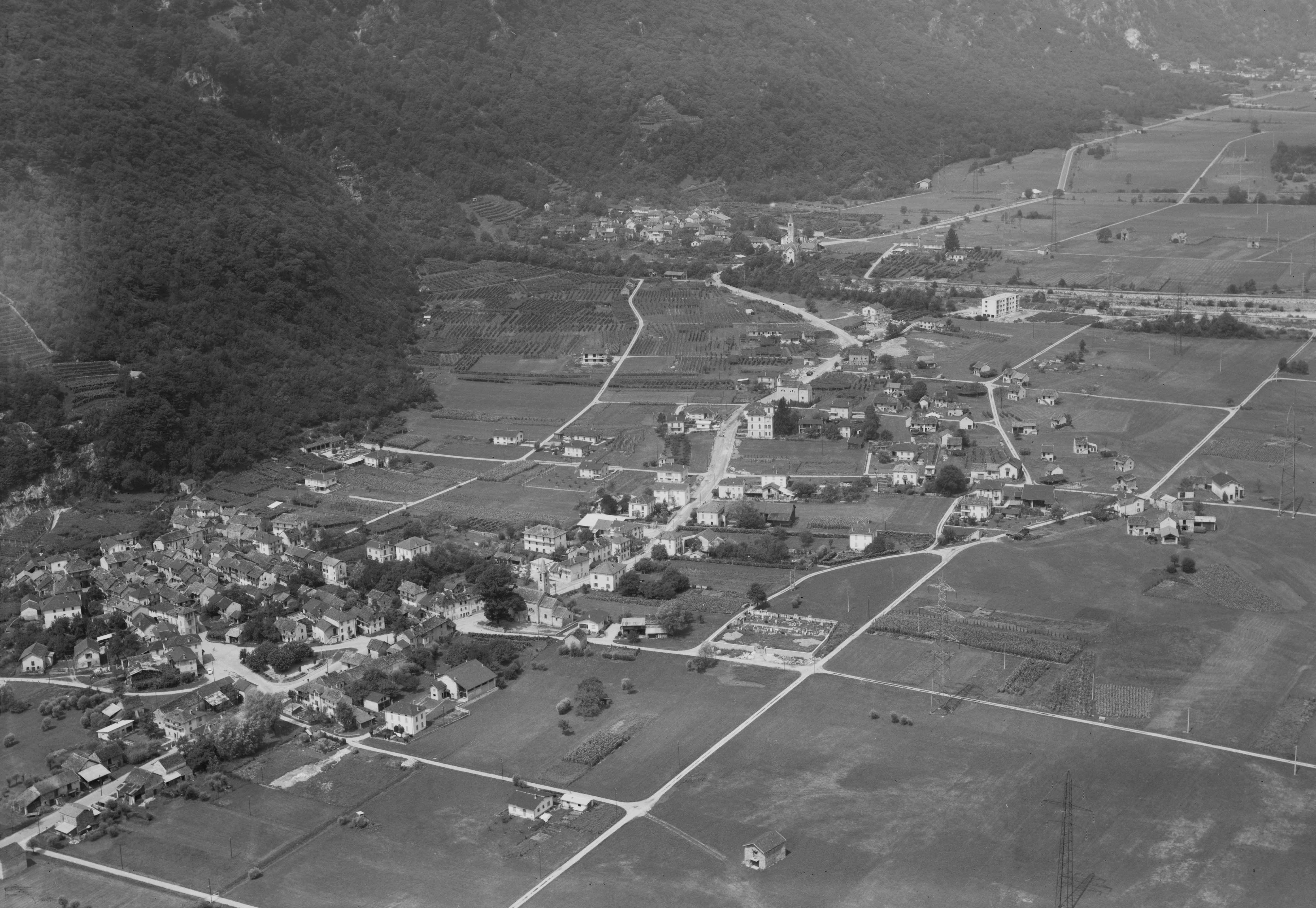
Preonzo mit Moleno im Hintergrund, historisches Luftbild von Werner Friedli (1964)

Das Dorf wurde erstmals 1335 als Prevonzo erwähnt. Der Ortsname stammt wahrscheinlich von lateinisch profundus ‚tief‘ und bezieht sich damit auf eine benachbarte tiefe Stelle beziehungsweise einen benachbarten Wirbel oder Strudel des Flusses Tessin.
Im 14. Jahrhundert bildete Preonzo mit Moleno eine Nachbarschaft (vicinia). 1335 zählte es zu den Gemeinden der Grafschaft Bellinzona. Der Bischof von Como besass in Preonzo Grundrechte, die er 1181 den Orelli, damals Capitanei von Locarno, abtrat. 1419 gehörten sie den Orelli von Claro.
Am 2. April 2017 schloss sich Preonzo gleichzeitig mit den damaligen Gemeinden Camorino, Claro, Giubiasco, Gnosca, Gorduno, Gudo, Moleno, Monte Carasso, Pianezzo, Sant’Antonio und Sementina der Gemeinde Bellinzona an. Preonzo bildet aber nach wie vor eine eigenständige Bürgergemeinde.

## Bevölkerung
Einwohnerzahlen: Volkszählungsdaten

## Sehenswürdigkeiten
Das Dorfbild ist im Inventar der schützenswerten Ortsbilder der Schweiz (ISOS) als schützenswertes Ortsbild der Schweiz von nationaler Bedeutung eingestuft.
- Pfarrkirche Santi Simone und Giuda Taddeo[9]
- Pfarrhaus mit Fresken (17. Jahrhundert)[9]
- Oratorium Santa Maria della Cintura mit Fresken im Innenraum (1726)[9]

## Persönlichkeiten
- Giovanni Brandi (* um 1605 in Porlezza, erwähnt 1627 in Spiez und 1652–1655 in Preonzo), Stuckateur[10]
- Giorgio Genetelli (* 1960 in Preonzo), Zimmermann, Journalist, Schriftsteller und Blogger, er ist einer der Gründer des Verlagsprojekts Arbòk Group[11][12]
- Walter Rosselli (* 1965 in Preonzo), Übersetzer und Autor, wohnt in Montreux[13]
- Christian Vitta (* 1972 in Preonzo), Rechtsanwalt, Politiker (FDP) und Staatsrat

## Sport
- Football Club Preonzo[14]

## Bilder

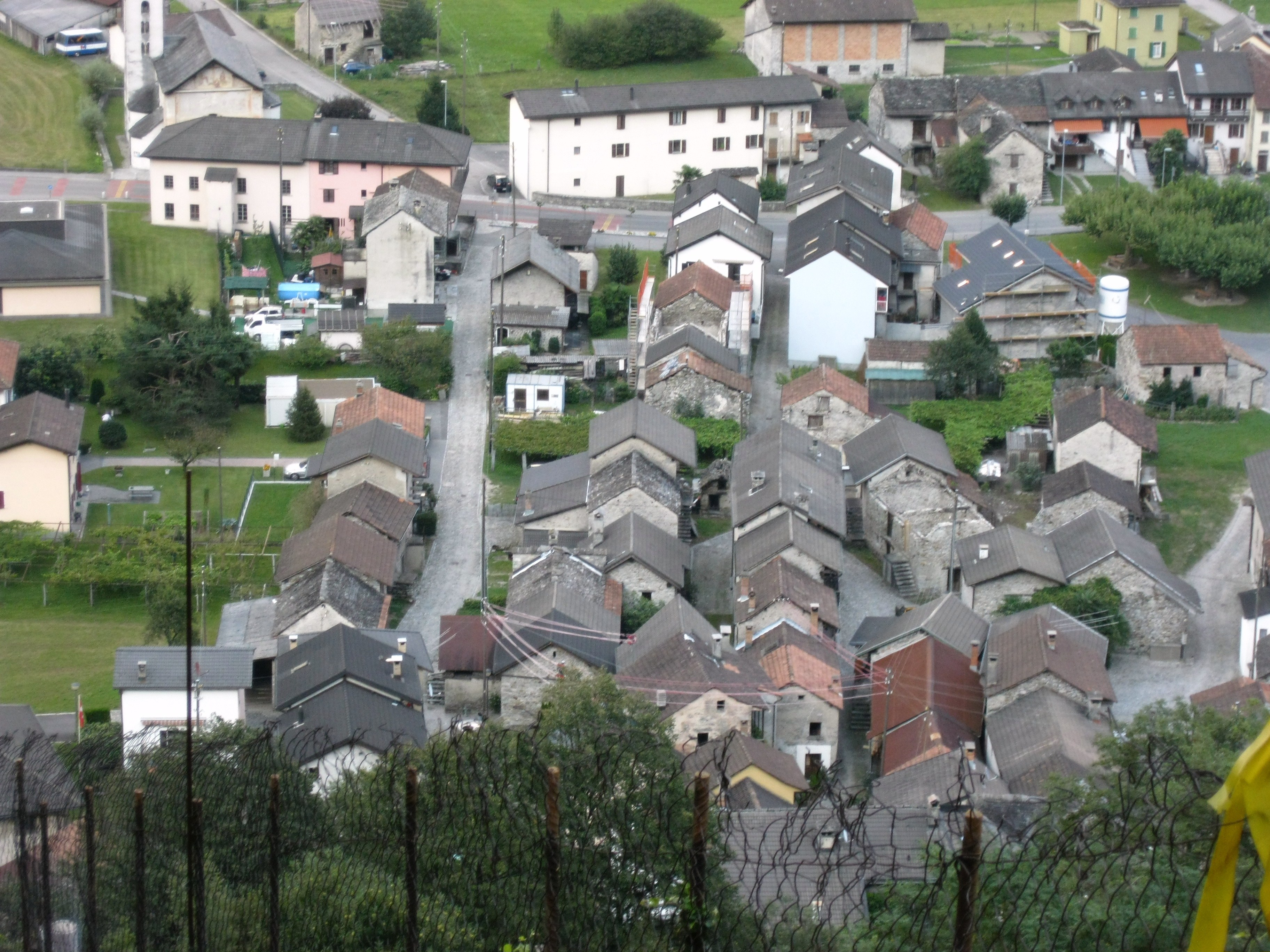
Preonzo von oben
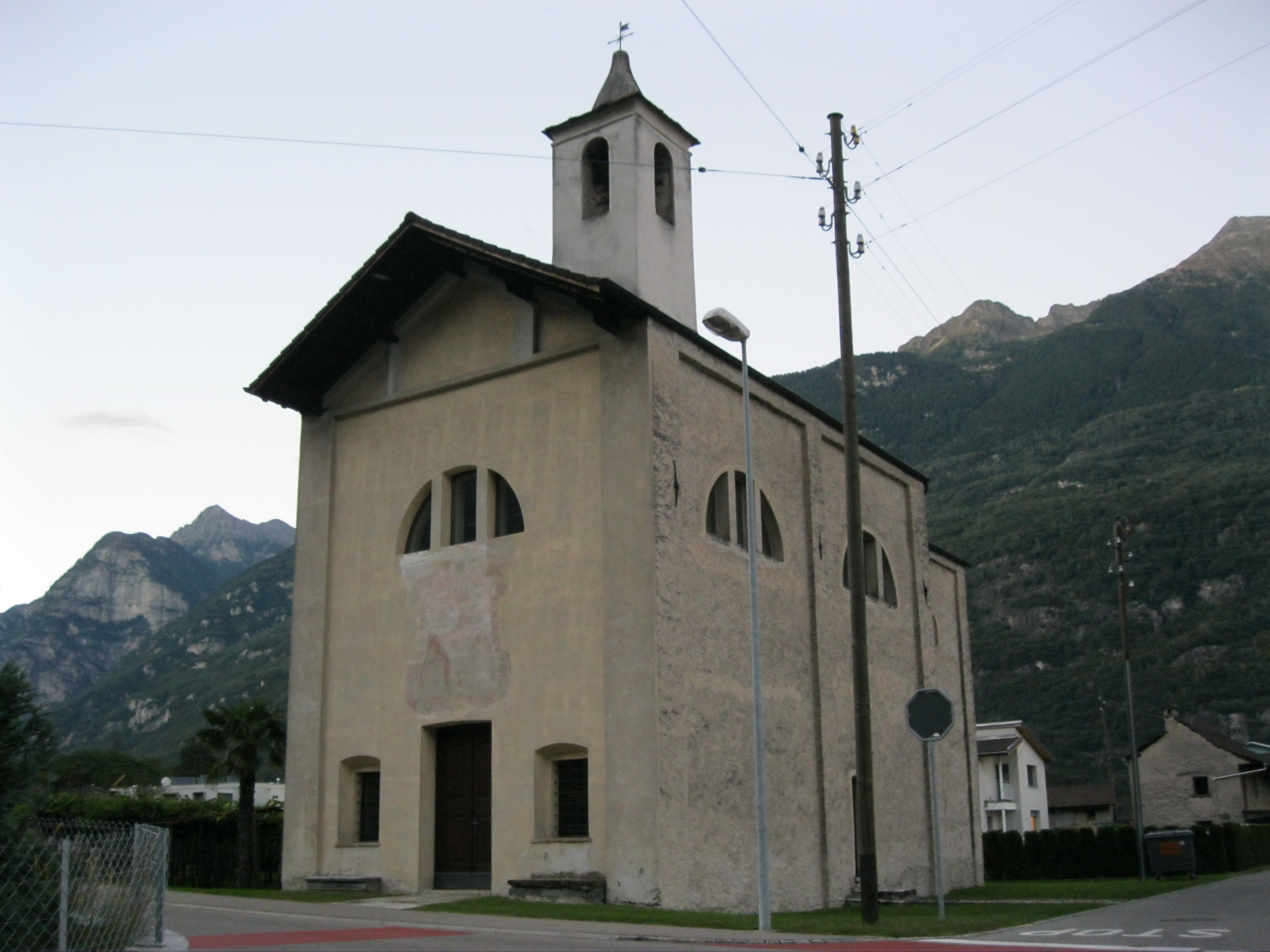
Oratorium Madonna della Cintura, genannt Capelóno
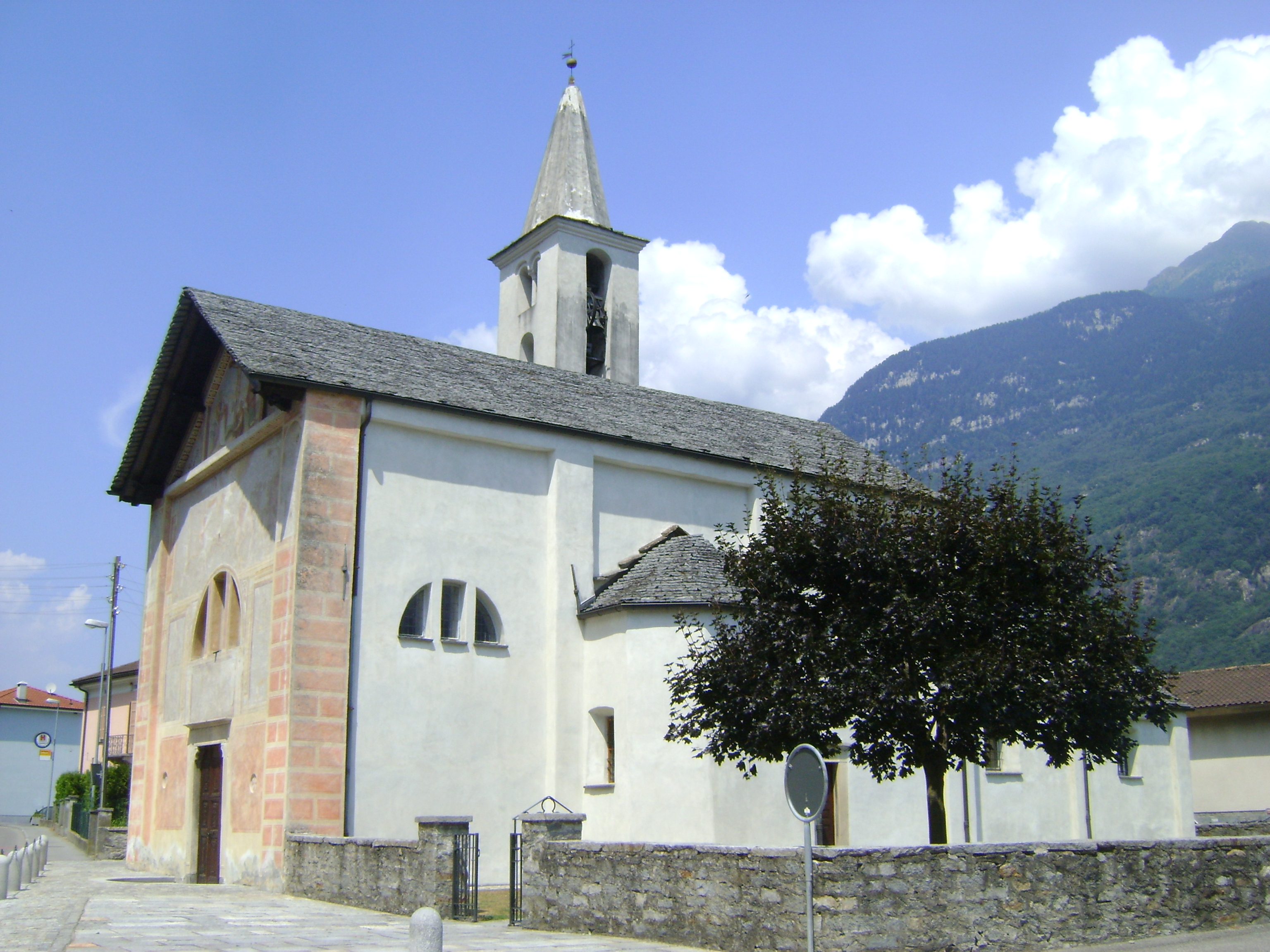
Pfarrkirche Santi Simone und Giuda Taddeo
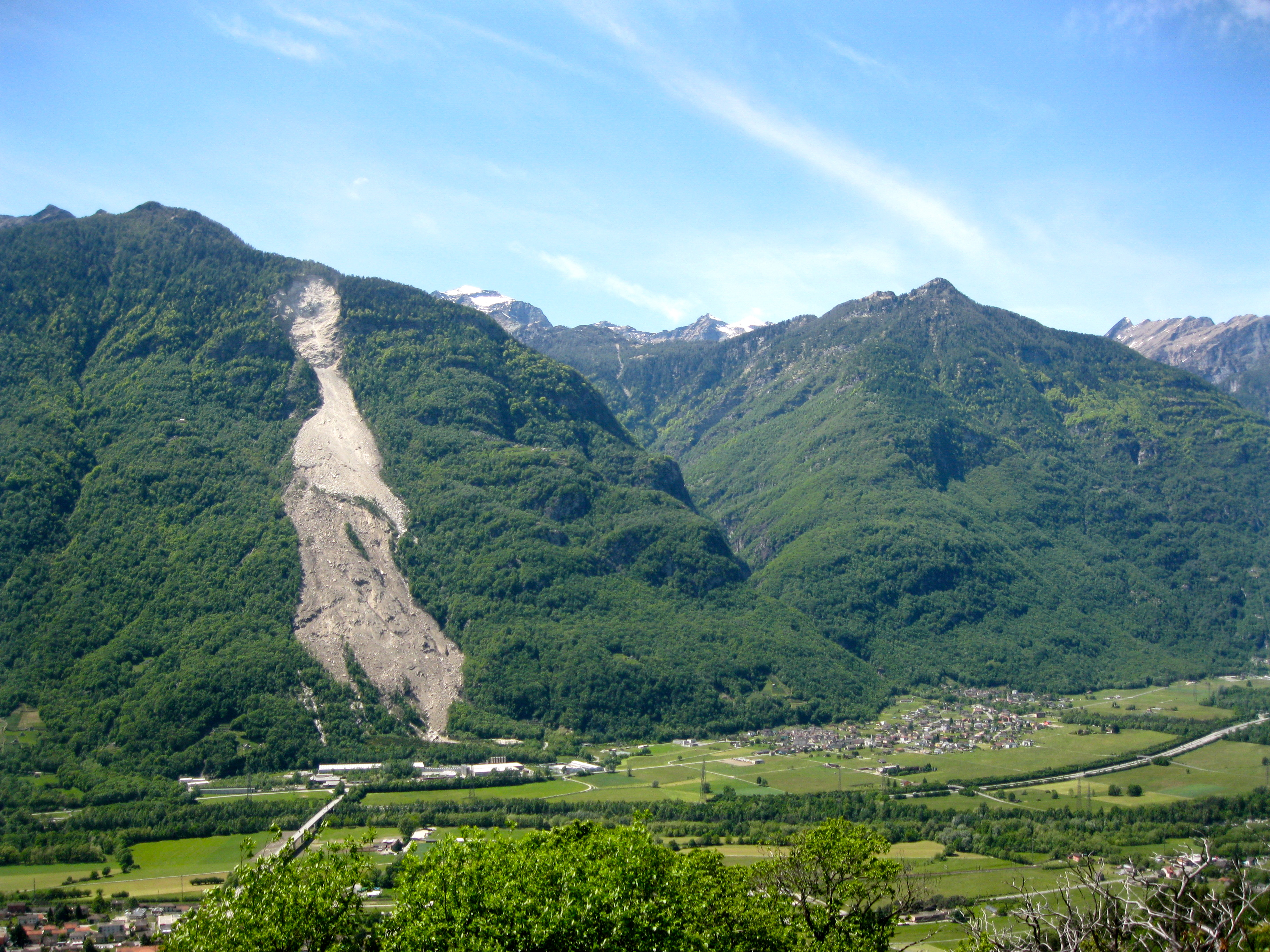
Preonzo mit Bergsturz am Valegion (2012)